# Februar 2017
Portal Geschichte | Portal Biografien | Aktuelle Ereignisse | Jahreskalender | Tagesartikel

◄ |
20. Jahrhundert |
21. Jahrhundert

◄ |
1980er |
1990er |
2000er |
2010er
| 2020er | 2030er | 2040er

◄ |
2013 |
2014 |
2015 |
2016 |
2017
| 2018 | 2019 | 2020 | 2021 | ►

◄ |
November 2016 |
Dezember 2016 |
Januar 2017 |
Februar 2017 |
März 2017 |
April 2017 |
Mai 2017 |
►
Dieser Artikel behandelt tagesbezogene Nachrichten und Ereignisse im Februar 2017.

## Tagesgeschehen

### Mittwoch, 1. Februar 2017
- London/Vereinigtes Königreich: 223 Tage nach dem gescheiterten Referendum zur britischen EU-Mitgliedschaft spricht sich das Unterhaus des Parlaments mit 498 zu 114 Stimmen im Grundsatz dafür aus, dass die Regierung May I das Austrittsverfahren für das Königreich durch Mitteilung an den Europäischen Rat rechtlich wirksam in die Wege leitet.[1]
- Ratingen/Deutschland: Festnahme eines dringend Tatverdächtigen bezüglich des Sprengstoffanschlages in Düsseldorf im Jahre 2000.[2]
- Wien/Österreich: Verleihung des Österreichischen Filmpreises 2017 im Wiener Rathaus. Thank You for Bombing von Regisseurin Barbara Eder wird als bester Spielfilm ausgezeichnet.[3]

### Donnerstag, 2. Februar 2017

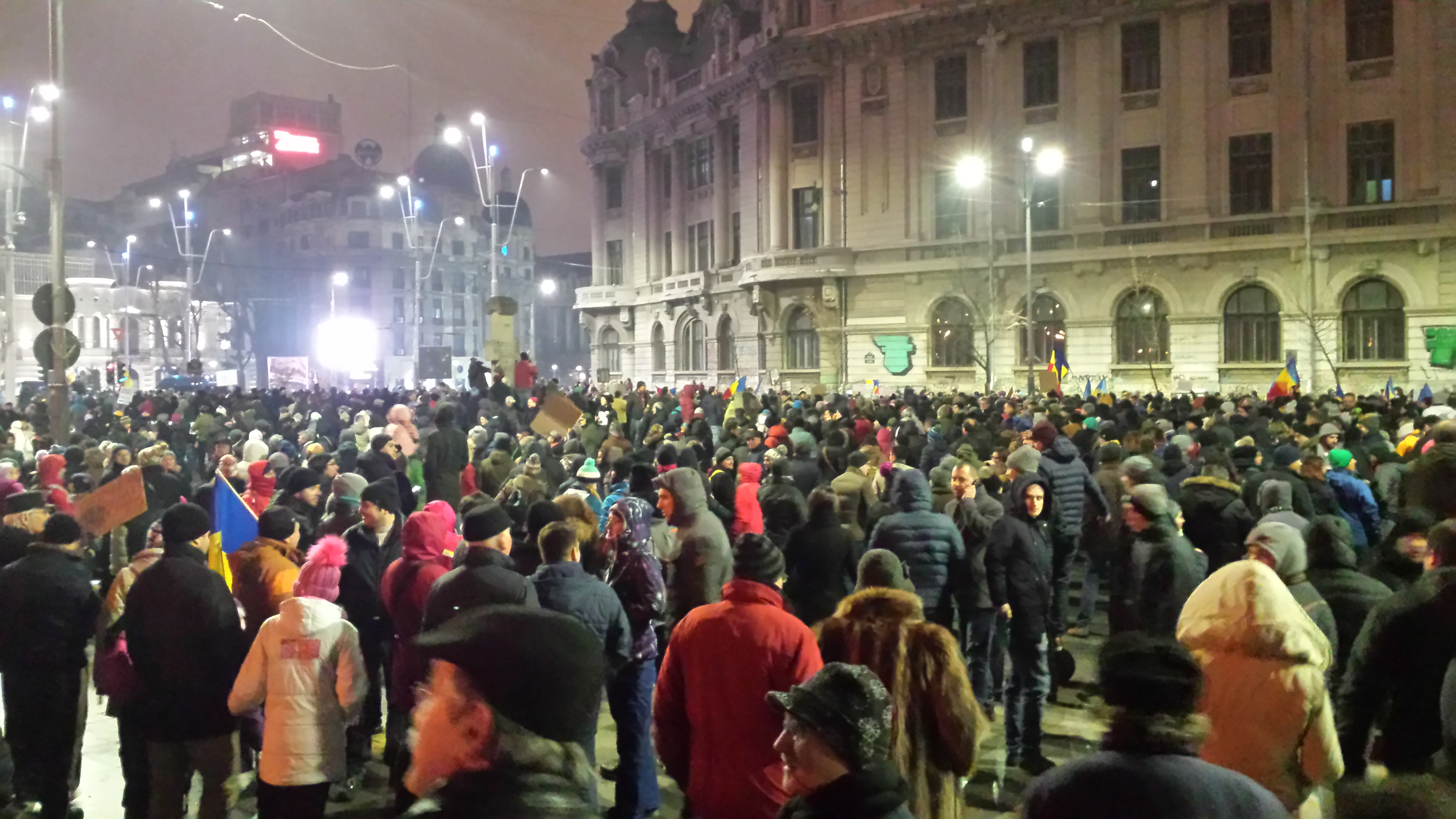
Demonstration in Bukarest am 29. Januar 2017

- Bukarest/Rumänien: An den größten Massenprotesten in Rumänien seit 1989 gegen die nach der Parlamentswahl 2016 gebildete Regierung unter Ministerpräsident Sorin Grindeanu (PSD) und den verkündeten Erlass, der Hunderten wegen Amtsmissbrauchs angeklagten Amtsträgern Straffreiheit gewährt, nehmen über 150.000 Menschen teil.[4]

### Freitag, 3. Februar 2017
- Bukarest/Rumänien: Die Zahl der Demonstranten gegen den korruptionsfreundlichen Gesetzerlass der Regierung vergrößert sich auf 250.000 Menschen. Sie protestieren u. a. dagegen, dass Korruptionsfälle mit einem Volumen geringer als 50.000 Euro künftig straffrei bleiben sollen, aber auch gegen die Regierung Sorin Grindeanus im Allgemeinen.[5]
- Paris/Frankreich: Ein 29-jähriger Ägypter greift in der Einkaufsgalerie Carroussel du Louvre vor dem Louvre einen patrouillierenden Soldaten mit einer Machete an. Der Soldat wird leicht verletzt. Ein anderer Soldat eröffnet das Feuer und verletzt den Angreifer schwer.[6]
- Seoul/Südkorea: An Nordkorea, das 2016 zwei international bestätigte Kernwaffentests durchführte, richtet der US-amerikanische Verteidigungsminister James N. Mattis bei seinem Besuch in Seoul die Botschaft, ein möglicher nuklearer Angriff auf Südkorea würde mit einem „wirkungsvollen und überwältigenden“ Gegenschlag beantwortet.[7]
- Valletta/Malta: Informelles Treffen des Europäischen Rates mit den Staats- und Regierungschefs der Europäischen Union (EU) mit Ausnahme des Vereinigten Königreichs zu den Migrationsfragen. Dabei wird an dem Abkommen EU-Türkei vom 20. März 2016 zur Bewältigung der Flüchtlingskrise auf der Westbalkanroute festgehalten. Zur Eindämmung der Flüchtlingskrise über die Mittelmeer-Route soll die Zusammenarbeit mit dem vom Bürgerkrieg betroffenen Libyen intensiviert werden. Hierzu gehört auch die Ausbildung, Ausrüstung und Unterstützung der libyschen nationalen Küstenwache und anderer relevanter Agenturen.[8]

### Samstag, 4. Februar 2017
- ar-Raqqa/Syrien: Das von den Vereinigten Staaten mit der Operation Inherent Resolve unterstützte Militärbündnis Demokratische Kräfte Syriens (SDF) beginnt mit einer erneuten Offensive zur Einkesselung der von der Terrormiliz Islamischer Staat (IS) gehaltenen Stadt und zur Kappung der wichtigen Versorgungsstraße nach Deir ez-Zor.[9] Bei US-Luftangriffen gegen Ziele bei Idlib werden zehn Kämpfer der Al-Qaida getötet und der ebenfalls der Al-Qaida angehörige Ägypter Abu Hani al-Masri stirbt nach einem Drohnenangriff.[10]
- Berastagi/Indonesien: Der Vulkan Sinabung emittiert in siebenfachen Eruptionen Asche, Rauch und Gestein.[11]
- Neu-Delhi/Indien: Beginn der rund fünf Wochen andauernden Regionalwahlen in den fünf indischen Staaten Goa, Manipur, Punjab, Uttar Pradesh und Uttarakhand mit rund 20 Millionen Wahlberechtigten. Die Ergebnisse sollen am 11. März verkündet werden.
- New York/Vereinigte Staaten: Der Sicherheitsrat der Vereinten Nationen hebt die Sanktionen gegen den für schwere Menschenrechtsverletzungen in Afghanistan verantwortlichen Milizenführer der Hizb-i Islāmī und früheren Ministerpräsidenten Gulbuddin Hekmatyār auf.[12]

### Sonntag, 5. Februar 2017
- Ankara/Türkei: Anti-Terror-Einheiten der Polizei nehmen bei landesweiten Razzien über 420 mutmaßliche Terrorverdächtige des Islamischen Staates (IS) fest. Darunter 150 Personen in der Grenzprovinz Şanlıurfa, 60 in der Hauptstadt Ankara, 47 in Gaziantep, 18 in Istanbul und in der Provinz Kocaeli sowie in Adana, Bingöl, Bursa, Konya und Izmir.[13]
- Hindukusch/Afghanistan, Pakistan: Bei Lawinen in der afghanischen Provinz Nuristan und der pakistanischen Provinz Khyber Pakhtunkhwa sterben mindestens 135 Menschen.[14]
- Houston/Vereinigte Staaten: Der Super Bowl LI im American Football zwischen den New England Patriots und den Atlanta Falcons geht nach einer 18-Punkte-Aufholjagd der Patriots in die Verlängerung. Am Ende gewinnen die Patriots 34:28.[15]
- Libreville/Gabun: Im Finale der 31. Fußball-Afrikameisterschaft im Stade de l’Amitié gewinnt Kamerun 2:1 gegen Ägypten.[16]
- Vaduz/Liechtenstein: Aus den Landtagswahlen geht die christlich-konservative Fortschrittliche Bürgerpartei (FBP) mit 35,2 % der Parteistimmen als stärkste Kraft hervor, es folgt die sozial-konservative Vaterländische Union (VU) mit 33,7 %.[17]

### Montag, 6. Februar 2017
- Huila/Kolumbien: Ein Erdbeben der Stärke 5,7 Mw erschüttert das Departamento del Huila.[18]

### Dienstag, 7. Februar 2017
- Kabul/Afghanistan: Bei der Detonation eines Sprengsatzes vor dem Stera Mahkama (Obersten Gerichtshof) sterben mindestens 20 Personen und 41 weitere Personen werden verletzt.[19]
- Vitória/Brasilien: Bei Unruhen während eines Polizeistreiks im Bundesstaat Espirito Santo sterben innerhalb von vier Tagen mindestens 75 Personen. Der Bundesstaat verhängt den Ausnahmezustand und fordert die paramilitärische Militärpolizei an.[20][21]

### Mittwoch, 8. Februar 2017

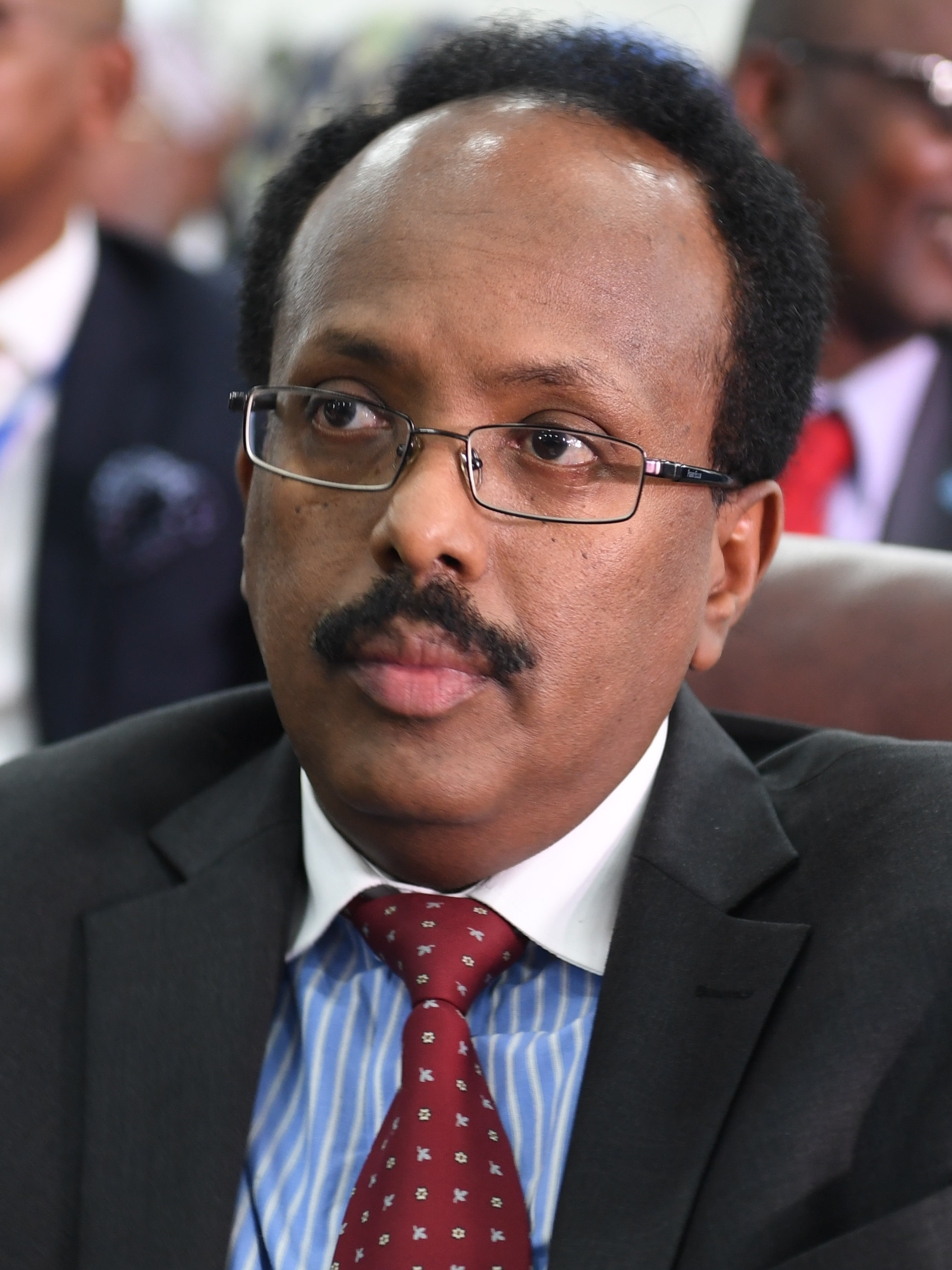
Farmajo, gewählter Präsident Somalias

- Kirow/Russland: Mehr als zwei Jahre nach seiner ersten Verurteilung wegen Betruges wird der russische Oppositionelle Alexei Nawalny in einem umstrittenen Prozess vor dem Bezirksgericht erneut schuldig gesprochen.[22]
- London/Vereinigtes Königreich: Das Unterhaus akzeptiert in letzter Lesung das Gesetz, mit dem die Regierung von Theresa May beim Rat der EU den Austritt des Landes aus der Europäischen Union beantragen kann. 494 Parlamentarier stimmen für das Gesetz, 122 dagegen.[23]
- Mogadischu/Somalia: Ausgewählte Abgesandte versammeln sich, um den neuen Staatspräsidenten zu wählen. Aufgrund der schlechten Sicherheitslage findet die Zusammenkunft in einem Flugzeughangar bei Mogadischu statt und endet mit der Entscheidung für Mohamed Abdullahi Farmajo. Eine tatsächlich repräsentative Wahl der Staatsführung gibt es in dem ostafrikanischen Land seit 1969 nicht mehr.[24]
- Zürich/Schweiz: Wegen anhaltender gehässiger Stimmung und Beleidigungen deaktiviert die Zeitung Neue Zürcher Zeitung (NZZ) die Kommentarspalte im nahezu gesamten Angebot der Online-Nachrichtenseite NZZ.ch. So glaubt die Redaktion nicht mehr, dass es weiterhin Sinn habe, wenn Leser alle Artikel kommentieren können. Gerade bei nachrichtlichen Meldungen entbrenne schnell Streit über die darin berichteten Fakten. Die interaktive Komponente des Angebots soll in moderierte Debatten überführt werden mit dem Ziel, wieder einen Weg einer konstruktiven Diskussionskultur einzuschlagen.[25]

### Donnerstag, 9. Februar 2017

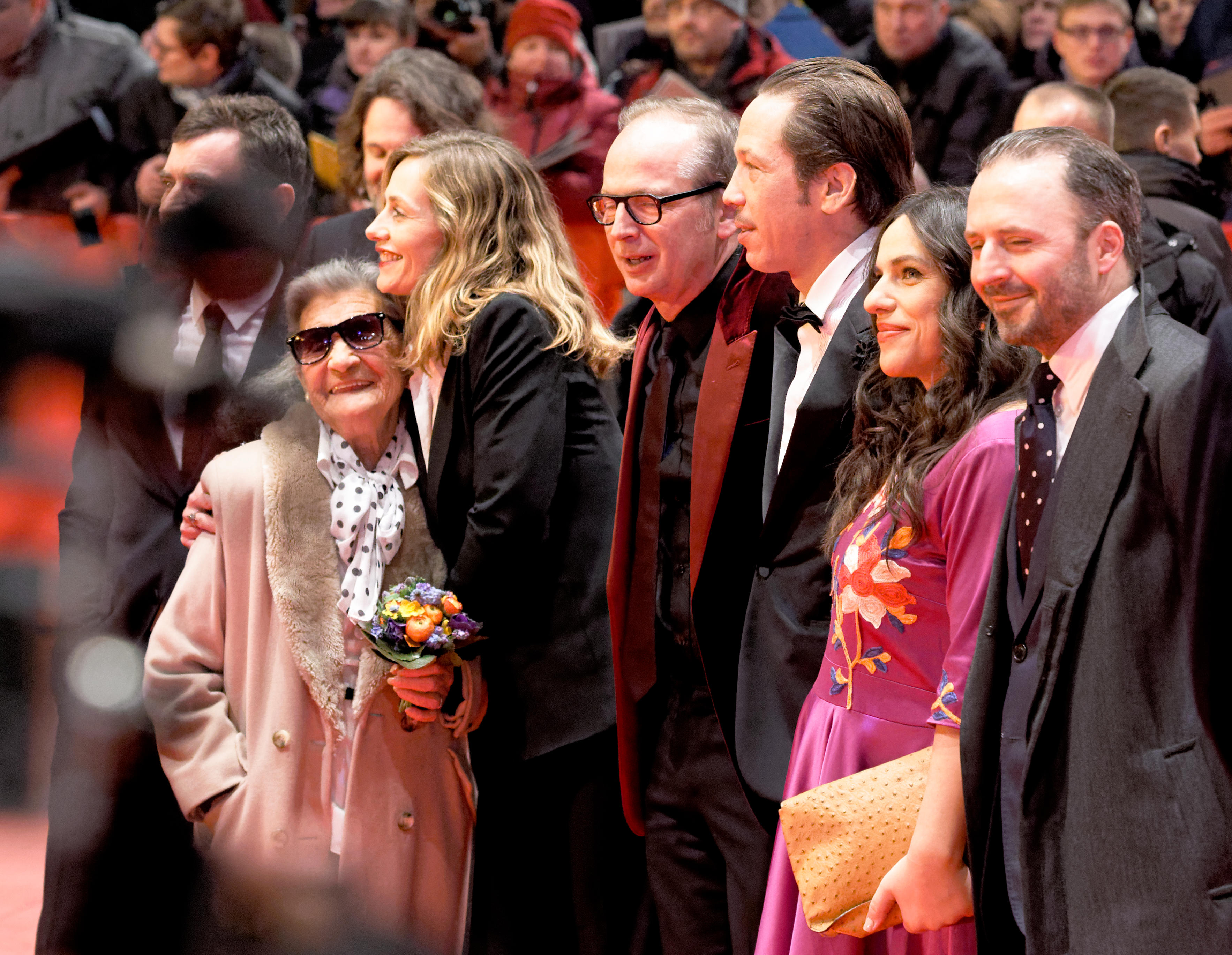
Besetzung und Crew von Django – Ein Leben für die Musik im Berlinale Palast

Länder, deren Bürger die US-Regierung an einer Einreise hindern will

- Al-Bab/Syrien: Erstmals kommt es im Norden des Bürgerkriegslandes zu Gefechten zwischen Einheiten der türkischen Streitkräfte und der syrischen Armee. Bei einem Luftangriff russischer Kampfflugzeuge nahe Al-Bab werden zudem versehentlich drei türkische Soldaten getötet und elf verletzt.[26]
- Berlin/Deutschland: Die 67. Internationalen Filmfestspiele Berlin werden mit dem Film Django – Ein Leben für die Musik von Étienne Comar eröffnet.[27]
- Nairobi/Kenia: Die Regierung verhängt, nach anhaltender Dürre, den Ausnahmezustand, in 23 von 47 Bezirken.[28]
- San Francisco/Vereinigte Staaten: Ein Bundesberufungsgericht lehnt den Antrag der US-Regierung ab, eine einstweilige Verfügung gegen die am 27. Januar erlassene Executive Order 13769, welche unter anderem einen Einreisestopp für Bürger aus sieben mehrheitlich muslimischen Ländern in die USA anordnete, aufzuheben.[29]
- Wien/Österreich: Das Bundesverwaltungsgericht verbietet den Bau einer dritten Start- und Landebahn für den Flughafen Wien-Schwechat, weil dieses Vorhaben nicht mit dem Klimaschutz vereinbar sei.[30]

### Freitag, 10. Februar 2017
- Kowloon/China: Bei einem Molotowcocktail-Brandanschlag werden in der U-Bahn-Station Tsim Sha Tsui in der Sonderverwaltungszone Hongkong mindestens 19 Menschen verletzt.[31]
- Lima/Peru: Wegen Korruptionsvorwürfen im Zusammenhang mit dem Skandal um den brasilianischen Baukonzern Organização Odebrecht wird der frühere Staatspräsident Alejandro Toledo mit internationalen Haftbefehl gesucht, den Interpol vollziehen soll. Toledo lebt in den Vereinigten Staaten und hält sich in Frankreich auf.[32]
- Panama-Stadt/Panama: Ramón Fonseca und Jürgen Mossack von der durch die Panama Papers bekanntgewordenen Kanzlei Mossack Fonseca werden verhaftet. Sie sollen über ihre Kanzlei auch an einem brasilianischen Korruptionsnetzwerk um den Baukonzern Organização Odebrecht beteiligt sein. Die ermittelnde Generalstaatsanwältin Kenia Isolda Porcell erhebt schwere Vorwürfe gegen Mossack Fonseca: „Die Kanzlei ist anscheinend eine kriminelle Organisation, die Vermögen und Gelder zweifelhafter Herkunft versteckt.“[33]
- Uíge/Angola: Bei einer Massenpanik im Fußballstadion Estádio 4 de Janeiro sterben bei der Girabola-Begegnung zwischen Santa Rita de Cássia FC und Clube Recreativo Desportivo do Libolo mindestens 17 Menschen und 59 weitere werden zum Teil schwer verletzt.[34]

### Samstag, 11. Februar 2017
- Bagdad/Irak: Bei einer Demonstration von Tausenden Anhängern des schiitischen Geistlichen und Milizenführers Muqtada as-Sadr für eine Wahlreform versuchen Anhänger, die Absperrung zur Grünen Zone zu überwinden. Mindestens fünf Demonstranten und zwei Polizisten werden getötet und rund 200 Personen verletzt. Nach der gewaltsamen Auflösung der Demonstration schlagen mehrere Katjuscha-Raketen im Regierungsviertel der irakischen Hauptstadt ein.[35]
- Brüssel/Belgien: Der Präsident der Europäischen Kommission Jean-Claude Juncker kündigt an, nicht für eine zweite Amtszeit zu kandidieren. Juncker ist bis Ende 2018 im Amt.[36]
- Frisal/Indien: Bei Unruhen im Distrikt Kulgam sterben im Verlauf des Kaschmir-Konflikts mindestens acht Personen bei Gefechten zwischen den Indischen Streitkräften und Hizbul-Mujahideen- sowie Laschkar-e-Toiba-Milizen.[37]
- Laschkar Gah/Afghanistan: Bei einem Autobombenanschlag der radikal-islamistischen Taliban auf Militärfahrzeuge und Soldaten, die ihren Sold von einer Bank abholen, sterben mindestens drei Soldaten und fünf Zivilisten. 21 weitere Personen werden verletzt.[38]

### Sonntag, 12. Februar 2017

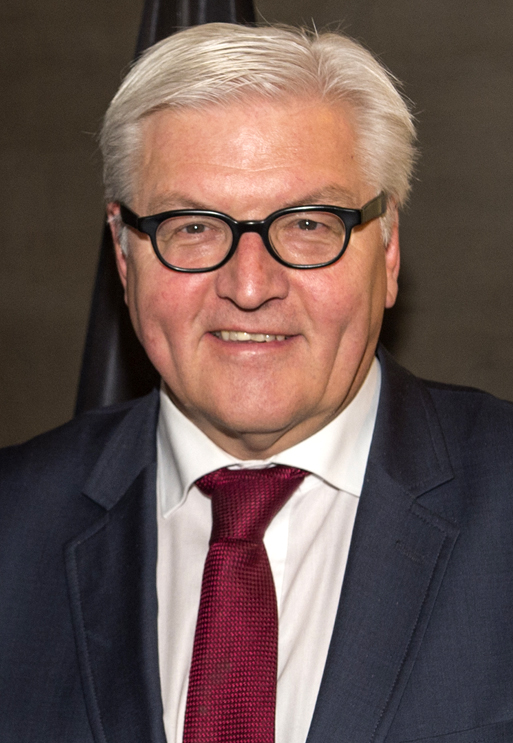
Frank-Walter Steinmeier (2014)

- Aşgabat/Turkmenistan: Bei den Präsidentschaftswahlen wird der Amtsinhaber Gurbanguly Berdimuhamedow mit 97,7 % der abgegebenen Stimmen wiedergewählt und so dazu befähigt, eine dritte Amtszeit anzutreten. Schon bei der letzten Wahl im Jahr 2012 erreichte er ein Ergebnis von 97,1 %.[39]
- Berlin/Deutschland: Die Bundesversammlung wählt den ehemaligen Außenminister Frank-Walter Steinmeier (SPD) zum Bundespräsidenten.[40]
- Hamburg/Deutschland: Beim Austritt von Reizgas werden am Flughafen Hamburg mindestens 68 Menschen in den Atemwegen verletzt.[41]
- Panghyon/Nordkorea: Die koreanische Volksarmee feuert erneut eine Mittelstreckenrakete, erstmals vom Typ Pukguksong-2, zu Testzwecken in das Japanische Meer ab. Nach südkoreanischen Angaben fliegt die Rakete rund 550 km weit.[42][43] Zunächst war von südkoreanischer Seite und in den Medien von einer Rakete des Typs BM25 Musudan die Rede gewesen.[44]

### Montag, 13. Februar 2017
- Frankfurt am Main/Deutschland: Die Kreditanstalt für Wiederaufbau (KfW) unterzeichnet im Auftrag der Bundesregierung mit der irakischen Regierung ein Rahmenabkommen über einen ungebundenen Finanzkredit in Höhe von 500 Millionen Euro für den Wiederaufbau der Wasser- und Energieversorgung und anderer öffentlicher Schlüsselinfrastrukturen im Irak, um Binnenflüchtlingen die Rückkehr in die vom Islamischen Staat (IS) befreiten Gebiete zu ermöglichen.[45]
- Kuala Lumpur/Malaysia: Kim Jong-nam, ältester Sohn des früheren nordkoreanischen Staatschefs Kim Jong-il und Halbbruder und Regimekritiker von Kim Jong-un, wird am Flughafen Kuala Lumpur von mindestens einer Frau durch ein offenbar mit dem chemischen Kampfstoff und Nervengift VX kontaminiertes Tuch ermordet.[46] Ihm sei eine Flüssigkeit ins Gesicht gespritzt worden, hatte er dem Flughafenpersonal erklärt.[47]
- Lahore/Pakistan: Bei einer Demonstration von Apothekern gegen ein neues Gesetz zur Regulierung des Gesundheitssektors sprengt sich ein Selbstmordattentäter in die Luft und tötet mindestens 16 Menschen und 53 weitere werden verletzt. Die Taliban-Splittergruppe Jamaat-ul-Ahrar (deutsch „Gemeinschaft der Freiheitskämpfer“) bekennt sich zu der Tat.[48][49]
- Taichung/Taiwan: Bei einem schweren Busunglück sterben 32 Menschen und 13 weitere Insassen werden teils schwer verletzt.[50]

### Dienstag, 14. Februar 2017
- Kananga/DR Kongo: Nach Angaben des Roten Kreuzes sterben in Tshimbulu in der Provinz Kasaï-Central bei Gefechten zwischen den Streitkräften und der Kamuina-Nsapu-Miliz mindestens 90 Menschen.[51]
- Washington, D.C./Vereinigte Staaten: Der Nationale Sicherheitsberater von US-Präsident Trump, Michael T. Flynn, tritt wegen seiner Kontakte zu russischen Führungspersonen und seinen Gesprächen im Dezember 2016 mit dem russischen Botschafter Sergei Kisljak über die mögliche Aufhebung der US-Sanktionen gegen Russland von seinem Amt zurück. Er habe damals kein Amt ausgeübt und daher nicht verhandeln dürfen.[52]

### Mittwoch, 15. Februar 2017

Die von Russland annektierte ukrainische Halbinsel Krim (rot)

- Straßburg/Frankreich: Das Europäische Parlament stimmt mit 408 Ja-Stimmen, bei 254 Gegenstimmen und 33 Enthaltungen, dem umstrittenen „umfassenden Wirtschafts- und Handelsabkommen zwischen der EU und Kanada“ (CETA) zu. CETA soll den Handel durch den Abbau von Zolltarifen für die meisten gehandelten Waren und Dienstleistungen ankurbeln sowie die Investitionsströme vergrößern. Es wird erwartet, dass die Im- und Exporte um 20 Prozent ansteigen, wenn das Abkommen vollständig in Kraft getreten sein wird.[53]
- Washington, D.C./Vereinigte Staaten: Der Sprecher der Regierung Trump teilt mit, Russland solle die Krim an die Ukraine zurückgeben. Der russische Parlamentspräsident Wjatscheslaw Wolodin reagiert empört: „Die Krim ist ein Teil Russlands.“[54]

### Donnerstag, 16. Februar 2017

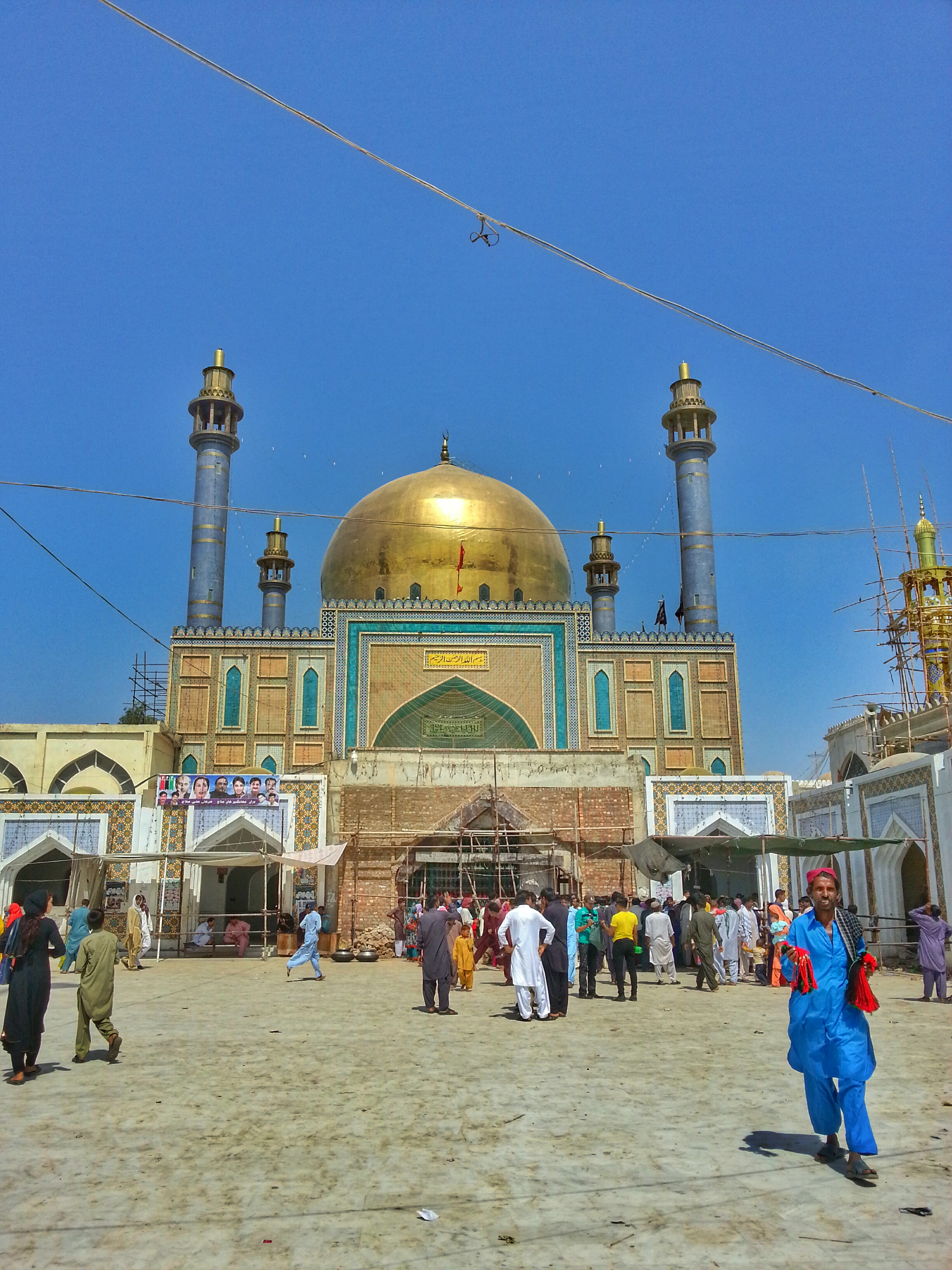
Der Lal-Shahbaz-Qalandar-Schrein in Sehwan (2014)

- Bagdad/Irak: Durch eine Autobombe sterben mindestens 52 Menschen in Bagdad. Die Terrororganisation Islamischer Staat reklamiert die Urheberschaft für sich.[55]
- Sehwan Sharif/Pakistan: Bei einem Selbstmordanschlag mit einer Sprengstoffweste an dem im 14. Jahrhundert erbauten Tempel mit dem Lal-Shahbaz-Qalandar-Schrein des Sufismus in der Provinz Sindh sterben mindestens 85 Menschen und weitere 248 werden verletzt. Die Terrororganisation Islamischer Staat (IS) bekennt sich zu dem Anschlag.[56]
- Tripolis/Libyen: Der libysche Premierminister Fayiz as-Sarradsch von der international anerkannten libyschen Regierung bittet die NATO um Unterstützung beim Wiederaufbau seiner Sicherheitsstrukturen. Die libysche Regierung hat weitestgehend nur Einfluss über die Hauptstadt.[57] Die Europäische Union unterstützt die libysche Küstenwache bereits im Rahmen der Operation Sophia. Der Einsatz westlicher Spezialeinheiten sowie US-Luftangriffe im Rahmen der Operation Odyssey Lightning sind Teil des Kampfes gegen die Terrormiliz Islamischer Staat (IS).

### Freitag, 17. Februar 2017

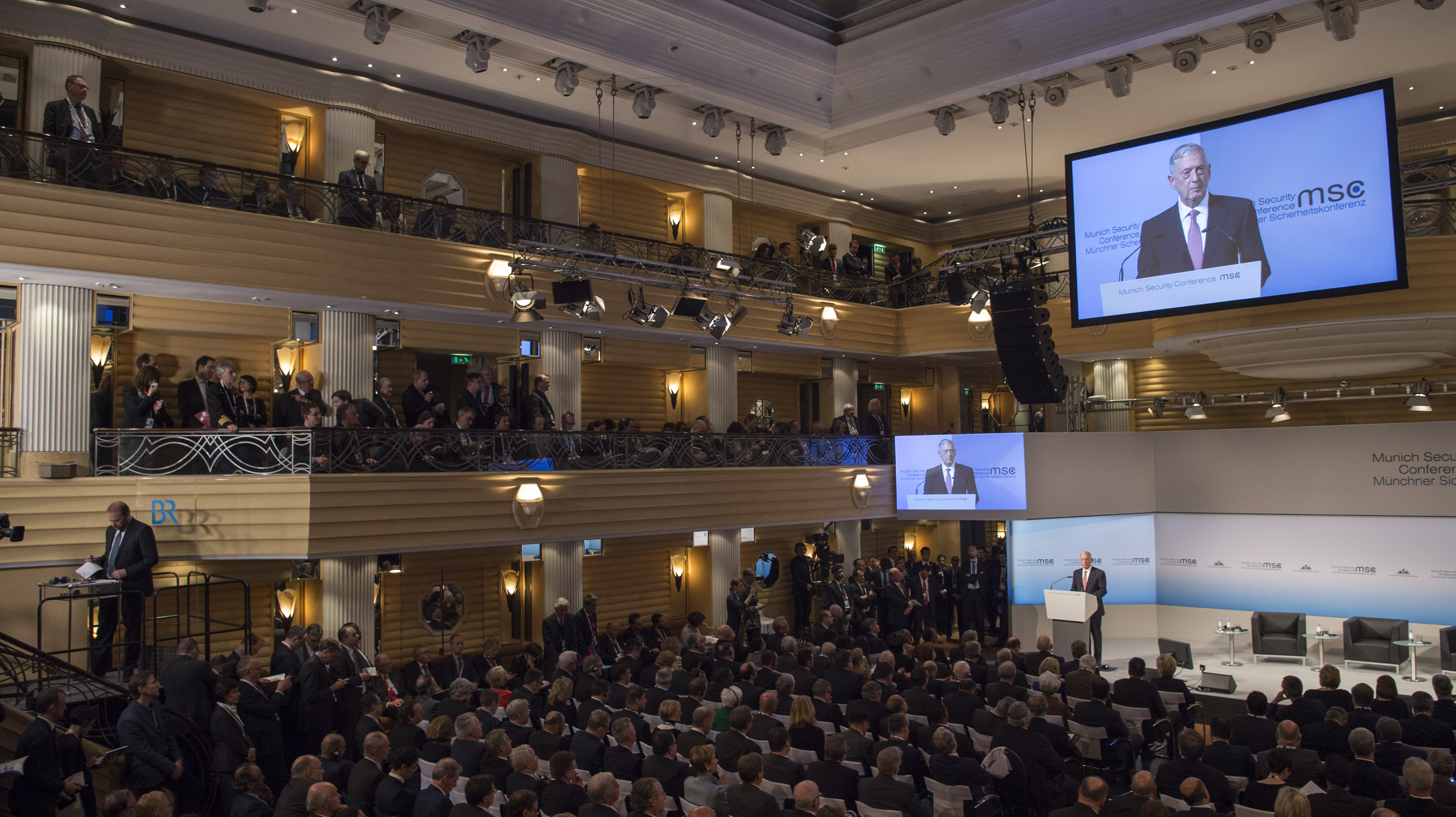
53. Münchner Sicherheitskonferenz

- Bonn/Deutschland: Die Bundesnetzagentur geht im Rahmen des § 90 TKG gegen Kinderspielzeugartikel vor, die über funkfähige Sendeanlagen verfügen und damit heimliche Bild- oder Tonaufnahme ermöglichen. So zieht sie die seit 2014 auf dem Markt befindliche erste internetfähige Spielzeugpuppe My Friend Cayla des Herstellers Genesis Toys (Vertrieb in Deutschland durch Vivid Deutschland) wegen ungesicherten Zugriffs auf das Mikrofon via Bluetooth vom Markt und fordert Eltern auf, das Spielzeug zu vernichten.[58]
- Ceuta/Spanien: Bei einem Massenansturm auf die spanische Exklave Ceuta in Nordafrika gelingt es etwa 500 afrikanischen Flüchtlingen, den sechs Meter hohen Grenzzaun der EU-Außengrenze zu überwinden. Rund 18 Menschen verletzen sich. Im Auffanglager Centro de Estancia Temporal de Inmigrantes (C.E.T.I.) werden rund 400 Menschen medizinisch betreut.[59]
- Hamburg/Deutschland: Das Energieversorgungsunternehmen Care-Energy meldet Insolvenz an.[60]
- Islamabad/Pakistan: Nach dem Terroranschlag in Sehwan Sharif am Vortag wird die Grenze zu Afghanistan geschlossen und nach Angaben der Streitkräfte werden über 100 Extremisten inhaftiert. Wegen der anhaltend schwierigen Sicherheitslage schob die pakistanische Regierung seit September 2016 fast 600.000 Afghanen ab. Zudem fordert sie von der afghanischen Regierung die Auslieferung von 76 mutmaßlichen Terroristen.[61]
- Leverkusen/Deutschland: Karim Bellarabi vom TSV Bayer 04 Leverkusen erzielt das 50.000 Tor der Fußball-Bundesliga-Geschichte.[62]
- München/Deutschland: Beginn der dreitägigen 53. Münchner Sicherheitskonferenz mit rund 80 Außen- und Verteidigungsministern. Thematisch stehen das transatlantische Verhältnis und die Lage im nahen und mittleren Osten im Vordergrund.[63]
- Seoul/Südkorea: Neue Beweise der Staatsanwaltschaft untermauern den Korruptionsverdacht gegen den Vorstandsvorsitzenden der Samsung-Gruppe, Jay Y. Lee, und führen zu dessen Festnahme.[64]

### Samstag, 18. Februar 2017
- Berlin/Deutschland: Die ungarische Regisseurin Ildikó Enyedi erhält für ihren Spielfilm Testről és lélekről (deutsch Vom Körper und von der Seele) den Goldenen Bären der 67. Internationalen Filmfestspiele Berlin.[65]

### Sonntag, 19. Februar 2017
- Mogadischu/Somalia: Bei einem Autobombenanschlag auf einen Markt im Viertel Medina der Hauptstadt werden mindestens 35 Menschen getötet und mehr als 40 weitere zum Teil schwer verletzt.[66]
- Mossul/Irak: Mit einer erneuten Militäroffensive der 9. Division der irakischen Streitkräfte mit kurdischen Peschmerga-Verbänden und schiitischen Milizen der al-Haschd asch-Schaʿbī (PMF), unterstützt durch US-Eliteeinheiten und die US-Luftwaffe, beginnt die Rückeroberung des Westteils der von der Terrororganisation Islamischer Staat (IS) besetzten irakischen Millionenstadt. Insgesamt sind an der Schlacht um Mossul rund 100.000 Soldaten und Kämpfer beteiligt.[67]
- Quito/Ecuador: Unter den 12,8 Millionen Wahlberechtigten bei der Präsidentschaftswahl zur Nachfolge von Rafael Correa gibt eine relative Mehrheit von knapp 40 % ihre Stimme dessen Parteikollegen Lenín Moreno. Er tritt am 2. April in einer Stichwahl gegen Guillermo Lasso an.[68]
- Wiesbaden/Deutschland: Das Europäische Oberkommando der Vereinigten Staaten (EUCOM) gibt die Verlegung von rund 1.000 Soldaten des 2. US-Kavallerieregiments mit mehreren Stryker-Radschützenpanzern ab Ende März 2017 im Rahmen der NATO Enhanced Forward Presence (eFP) nach Orzysz in Polen bekannt. Dort werden sie im Verbund mit rund 350 Soldaten aus Großbritannien und Rumänien an der Seite der polnischen 15. Lötzener Mechanisierten Brigade zur militärischen Abschreckung gegenüber Russland aufgestellt.[69]

### Montag, 20. Februar 2017
- Frankfurt am Main/Deutschland: Das Landgericht verurteilt eine Südkoreanerin zu sechs Jahren Haft, die in der Stadt 2015 eine tödlich endende Teufelsaustreibung durchführte. Ihr Opfer verstarb damals nach zweistündiger „Behandlung“.[70]

### Dienstag, 21. Februar 2017
- Karlsruhe/Deutschland: Der XI. Zivilsenat des Bundesgerichtshofs (BGH) entschied in zwei Revisionsverfahren (Az. XI ZR 185/16 und XI ZR 272/16), dass eine Bausparkasse Bausparverträge gemäß § 489 Abs. 1 Nr. 3 BGB in der bis zum 10. Juni 2010 geltenden Fassung kündigen kann, wenn die Verträge seit mehr als zehn Jahren zuteilungsreif sind, selbst dann, wenn diese noch nicht voll bespart sind. In Deutschland gibt es etwa 30 Millionen Bausparverträge mit einer durchschnittlichen Bausparsumme von rund 30.000 Euro. Rund 250.000 Bausparverträge sind von den Kassen, vorrangig wegen deren hoher Verzinsung, nach der Zuteilungsreife bereits gekündigt worden.[71]
- München/Deutschland: Der Außenminister von Saudi-Arabien Adel al-Dschubeir sagt gegenüber der Süddeutschen Zeitung, dass sein Land bereit sei, im Bündnis mit den Vereinigten Staaten mit eigenen Bodentruppen in den Bürgerkrieg in Syrien zu ziehen.[72]

### Mittwoch, 22. Februar 2017

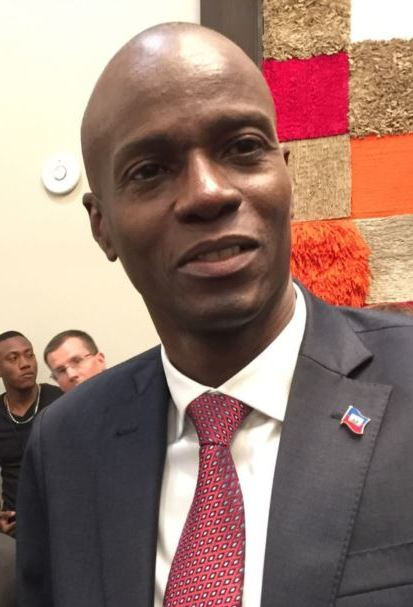
Jovenel Moïse

- Mokka/Jemen: Bei schweren Gefechten zwischen Regierungssoldaten und schiitischen Huthi-Rebellen sterben mindestens 40 Menschen. Durch Raketenbeschuss kommt auch der stellvertretende Armeechef Ahmed Saif al-Jafi ums Leben.[73]
- Port-au-Prince/Haiti: Der vor zwei Wochen als Präsident vereidigte Jovenel Moïse ernennt per Twitter-Nachricht den Gastroenterologen Jack Guy Lafontant zum Premierminister des Landes. Die Männer gelten als Freunde.[74]
- Sofia/Bulgarien: Der öffentlich-rechtliche Bulgarische Nationale Hörfunk (BNR) spielt wegen eines Streits um gestiegene Lizenzgebühren mit der Verwertungsgesellschaft Musicautor seit zwei Monaten ausschließlich Musikstücke von Interpreten die mindestens 70 Jahre alt sind und bei denen das Urheberrecht in Europa abgelaufen ist, darunter vor allem klassische Musik, Jazz, bulgarischer Folklore oder beispielsweise Oldies von Glenn Miller und die Andrew Sisters. Wie das Meinungsforschungsinstitut Ipsos feststellte, stieg die Hörerzahl um 20 Prozent im Januar 2017 gegenüber der zuvor gesendeten zeitgenössischen Popmusik.[75]
- Washington, D.C./Vereinigte Staaten: Die US-Raumfahrtbehörde NASA gibt die Entdeckung weiterer vier Exoplaneten im Trappist-1-Planetensystem bekannt.[76] Die Entdeckung war das Ergebnis wochenlanger Beobachtung von Trappist-1 mit Hilfe des Spitzer-Weltraumteleskops. Gleich drei Planeten befinden sich in der habitablen Zone zu seinem Zentralgestirn und sind damit potentiell bewohnbar.[77]

### Donnerstag, 23. Februar 2017
- al-Bab/Syrien: Die Revolutions- und Oppositionskräfte nehmen das Zentrum der bisher von der Terrororganisation Islamischer Staat gehaltenen Stadt ein, dabei werden sie durch die türkischen Streitkräfte unterstützt.[78]
- Athen/Griechenland: Die Stiftung des verstorbenen Reeders Stavros Niarchos übergibt dem griechischen Staat das Stavros Niarchos Foundation Cultural Center als neue Heimat für Nationalbibliothek und -oper. Die Finanzierung des Betriebs ist nicht vollständig geklärt.[79]
- Genf/Schweiz: Die Unterhändler von syrischer Regierung sowie Opposition treffen zu den Friedensgesprächen der Vereinten Nationen für das Bürgerkriegsland ein.[80]
- Mossul/Irak: Bei der Rückeroberung des Westteils der Millionenstadt gelingt den irakischen Streitkräften und ihren verbündeten Milizen mit massiver Luftunterstützung der US-Streitkräfte die Einnahme des Flughafens. Die Terrororganisation Islamischer Staat (IS) massiert ihre Kräfte in den verbliebenen Stadtvierteln und wird dabei auch von gewaltbereiten Sympathisanten im Osten der Stadt unterstützt.[81]

### Freitag, 24. Februar 2017
- Al-Bab/Syrien: Bei einem Autobombenanschlag der Terrororganisation Islamischer Staat (IS) sterben mindestens 50 Menschen, darunter viele Kämpfer der Freien Syrischen Armee und zwei türkische Soldaten.[82]

### Samstag, 25. Februar 2017
- Heidelberg/Deutschland: Ein 35-jähriger Mann fährt mit einem gemieteten Auto in eine Fußgängergruppe. Eine Person stirbt, zwei weitere werden leicht verletzt. Bei der Festnahme wird der Täter schwer verletzt.[83]
- Homs/Syrien: Bei Selbstmordanschlägen der salafistischen Dschabhat Fatah asch-Scham (ehemals al-Nusra-Front) auf zwei Standorte der Staatssicherheit und des Militärnachrichtendienstes der syrischen Streitkräfte sterben mindestens 42 Menschen, darunter der Leiter des Militärgeheimdienstes General Hassan Daaboul.[84]
- Patikul/Philippinen: Die philippinischen Streitkräfte greifen mit Kampfhubschraubern vom Typ Hughes OH-6 Stützpunkte der islamistischen Abu Sajaf auf der Insel Jolo in der Provinz Sulu an. Bodentruppen bereiten eine Offensive vor, auch um den im November 2016 entführten Deutschen Segler Jürgen Kantner zu befreien.[85][86]

### Sonntag, 26. Februar 2017

Der Musicalfilm erhält sechs Oscars

- Ankara/Türkei: Die drei Meter hohe Grenzmauer zum Nachbarstaat Syrien umfasst bereits rund 290 Kilometer. Damit ist mehr als die Hälfte des Sperrwerks von 511 Kilometer Gesamtlänge fertiggestellt. Gebaut wird die mobile Grenzmauer aus Betonelementen mit Stacheldraht und Wachtürmen im Auftrag der staatlichen türkischen Wohnungsbaubehörde Toplu Konut İdaresi Başkanlığı (TOKİ) zum Schutz vor illegalen Grenzübertritten.[87]
- Barcelona/Spanien: Auf dem GSMA Mobile World Congress stellt der chinesische Telekommunikationsausrüster ZTE das weltweit erste Smartphone vor, das den Standard Pre5G Giga+ MBB unterstützt, durch den pro Sekunde ein Gigabit an Daten transferiert wird. Voraussichtlich erst 2020 erfolgt allerdings die Marktreife des 5G-Standards mit bis zu zehnmal schnelleren Downloadgeschwindigkeiten im Vergleich zur LTE-Technik.[88]
- Ismailia/Ägypten: Nach gewalttätigen Übergriffen durch radikalislamische Gruppen, darunter die Wilayat Sinai (ehemals Ansar Bait al-Maqdis), fliehen Hunderte Kopten von der Sinai-Halbinsel, darunter viele Familien aus al-Arisch. Allein in der koptisch-katholischen Kirche der Eparchie Ismayliah suchen rund 250 Kopten Zuflucht.[89][90]
- Los Angeles/Vereinigte Staaten: Bei den 89. Academy Awards der Filmbranche werden dem Musicalfilm La La Land von Regisseur Damien Chazelle bei 14 Nominierungen sechs Oscars verliehen. Als bester Film wird Moonlight von Barry Jenkins ausgezeichnet.[91]
- Südhalbkugel: Bei der ringförmigen Sonnenfinsternis bedeckt der Mond die Sonne phasenweise zu 99 %.[92]

### Montag, 27. Februar 2017
- Berlin/Deutschland: Das Landgericht verurteilt zwei Teilnehmer an einem illegalen Straßenrennen zu lebenslanger Freiheitsstrafe, die 2016 mit einem Pkw mit 160 km/h in ein unbeteiligtes Fahrzeug fuhren, dessen Insasse dadurch ums Leben kam. Die Anklage lautete auf Mord, wobei die Staatsanwaltschaft niedrige Beweggründe und gemeingefährliche Mittel als Mordmerkmale in Betracht zog.[93] Der Richter erkennt in der Urteilsverkündung die gemeingefährlichen Mittel als erwiesenes Mordmerkmal an. Es handelt sich um das erste Mordurteil gegen Teilnehmer eines illegalen Straßenrennens (und wird im Februar 2018 vom BGH aufgehoben).
- Nassau County/Vereinigte Staaten: In Rockville, der Stadt mit dem höchsten prozentualen Anteil von Juden an der Gesamtbevölkerung in den USA, werden 143 Schüler der Charles E. Smith Jewish Day School evakuiert. Insgesamt erhalten 20 jüdische Einrichtungen telefonische Bombendrohungen, es wird jedoch in keinem der Fälle Sprengstoff aufgespürt.[94]

### Dienstag, 28. Februar 2017

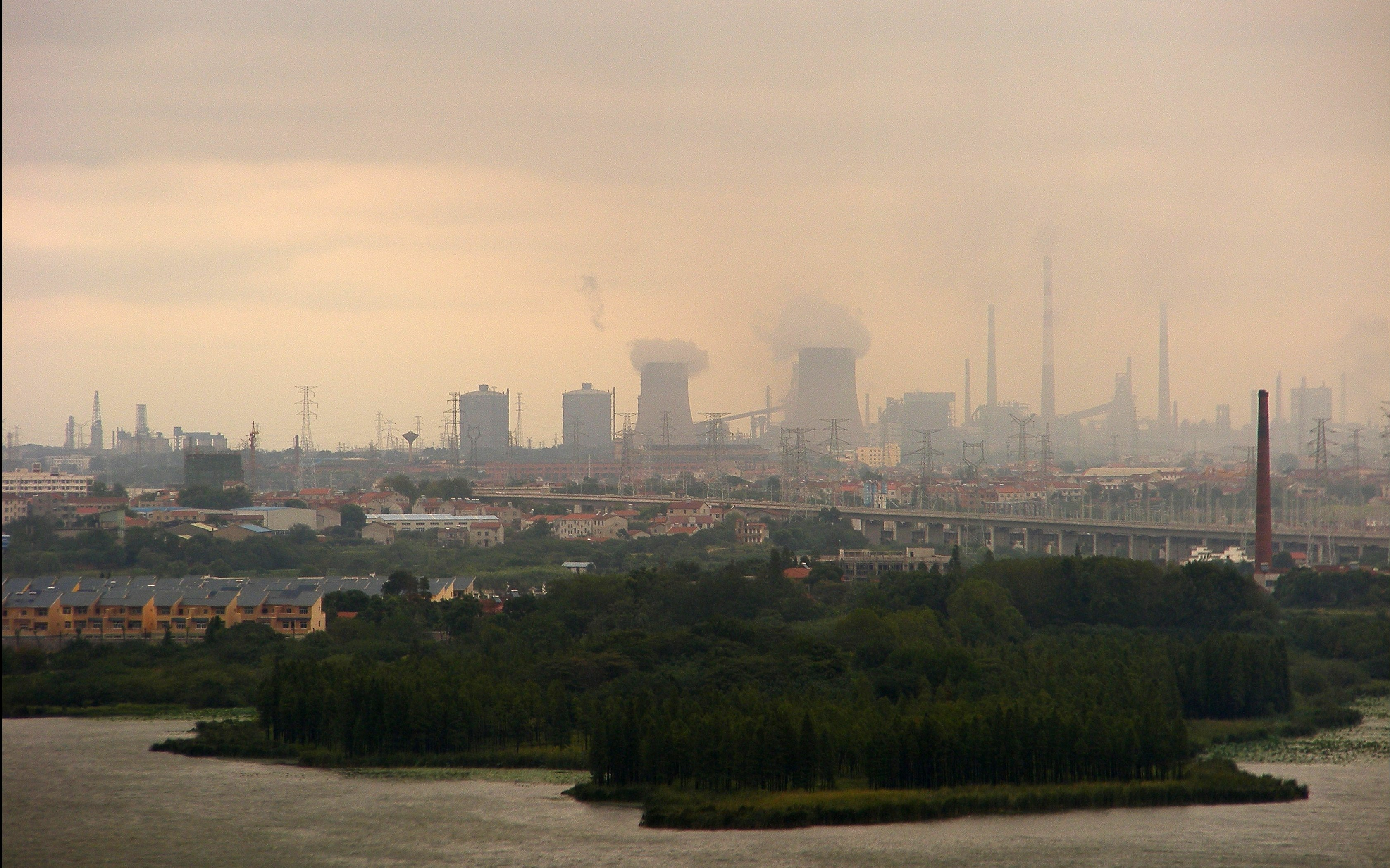
Chinesisches Stahlwerk (2009)

- Brüssel/Belgien: Die Europäische Kommission beschließt Strafzölle auf Stahl und Solarmodule aus China. Untersuchungen hätten ergeben, dass die Volksrepublik die niedrigen Verkaufspreise dieser Produkte in Europa durch Subventionen ermöglicht.[95]
- Müllrose/Deutschland: Ein 24-jähriger Mann bringt nach dem Konsum von Crystal Meth seine Großmutter an ihrem 79. Geburtstag um, stiehlt dann ihren Pkw und überfährt auf der Flucht zwei Polizeibeamte im Alter von 49 und 52 Jahren.[96]

## Weblinks

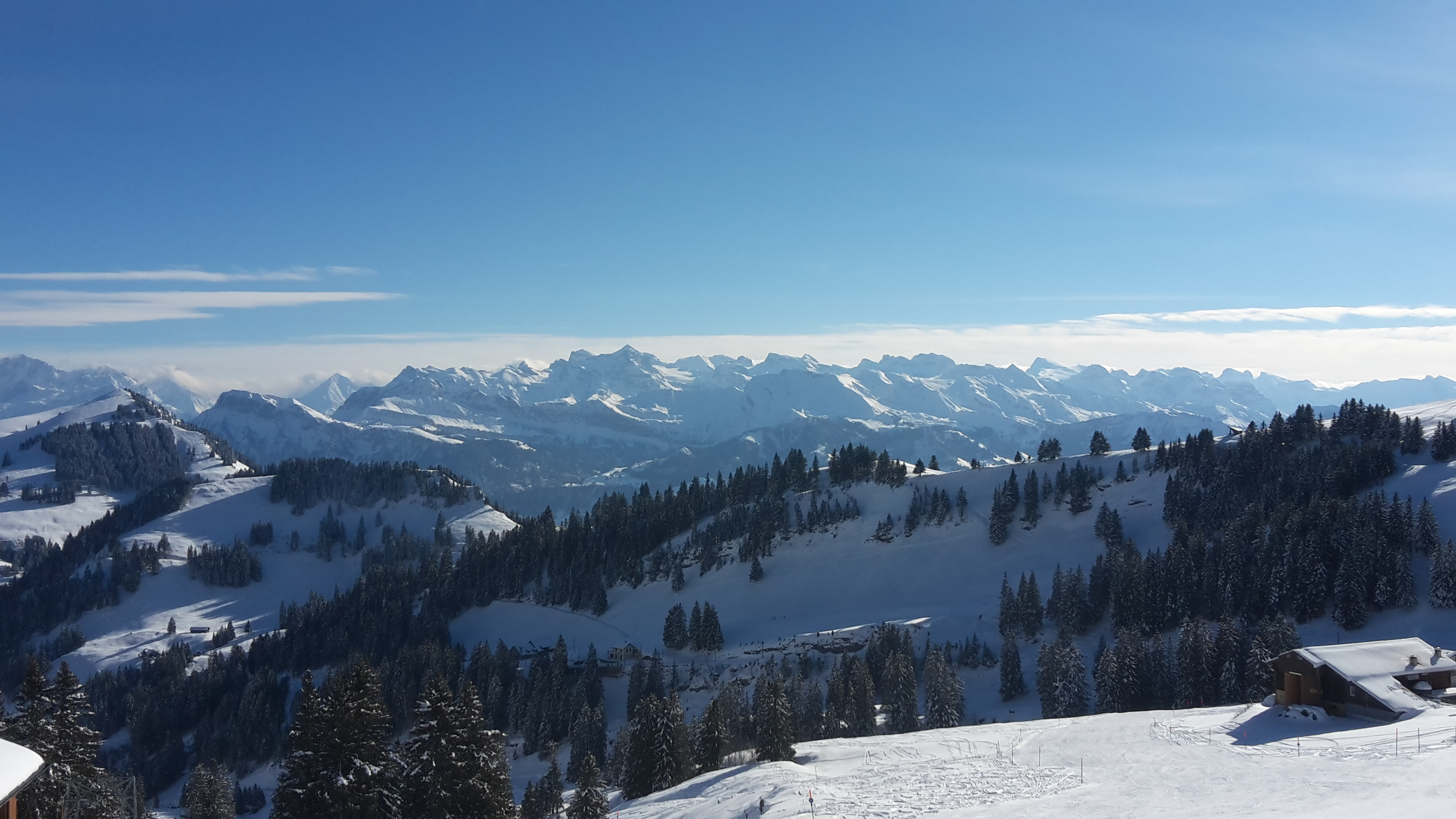
Kanton Schwyz im Februar 2017